# Juguetes perdidos
«Juguetes perdidos» es una canción del grupo musical de Argentina Patricio Rey y sus Redonditos de Ricota, fue compuesta por Skay Beilinson e Indio Solari, incluida en el séptimo álbum de estudio titulado Luzbelito del año 1996. Es considerada por muchos de los seguidores como una de las mejores canciones del grupo.

## Interpretaciones
De acuerdo con algunas fuentes, la canción aborda la temática del compromiso de la juventud con la política, la defensa de los ideales y de la libertad a lo largo de la vida.
Otras fuentes señalan que la canción habla sobre los seres queridos que han fallecido, haciendo referencia a Walter Bulacio, asesinado en 1991 a manos de fuerzas policiales tras un recital del grupo musical en el Estadio Obras Sanitarias.